# 五通码头
五通客运码头（全称厦门五通海空联运码头，简称五通码头），是一个位于厦门島东北角五缘湾五通港区—厦门北侧水道南岸的客运码头，与金门的水头码头一起为目前的厦金航线服务，也是當前距離金門最近的碼頭（距离为9.7海里），由厦门翔业集团（原厦门国际航空港集团）投资建设。
五通原为村名，因村内有祭祀五通神的庙宇而得名:100。

## 历史
2006年5月，五通码头候船楼一期工程获相关部门审批，同时进入施工阶段，建设成本为2700万人民币，占地面积32.22万平方米，其中候船楼建筑面积6004平方米，设计标准每年5万人次。2008年8月31日，五通码头正式启用，由此成为继厦门国际邮轮中心之后，第二个厦金航线的厦门始发码头，初期每天仅运营4个航班（2进2出）。

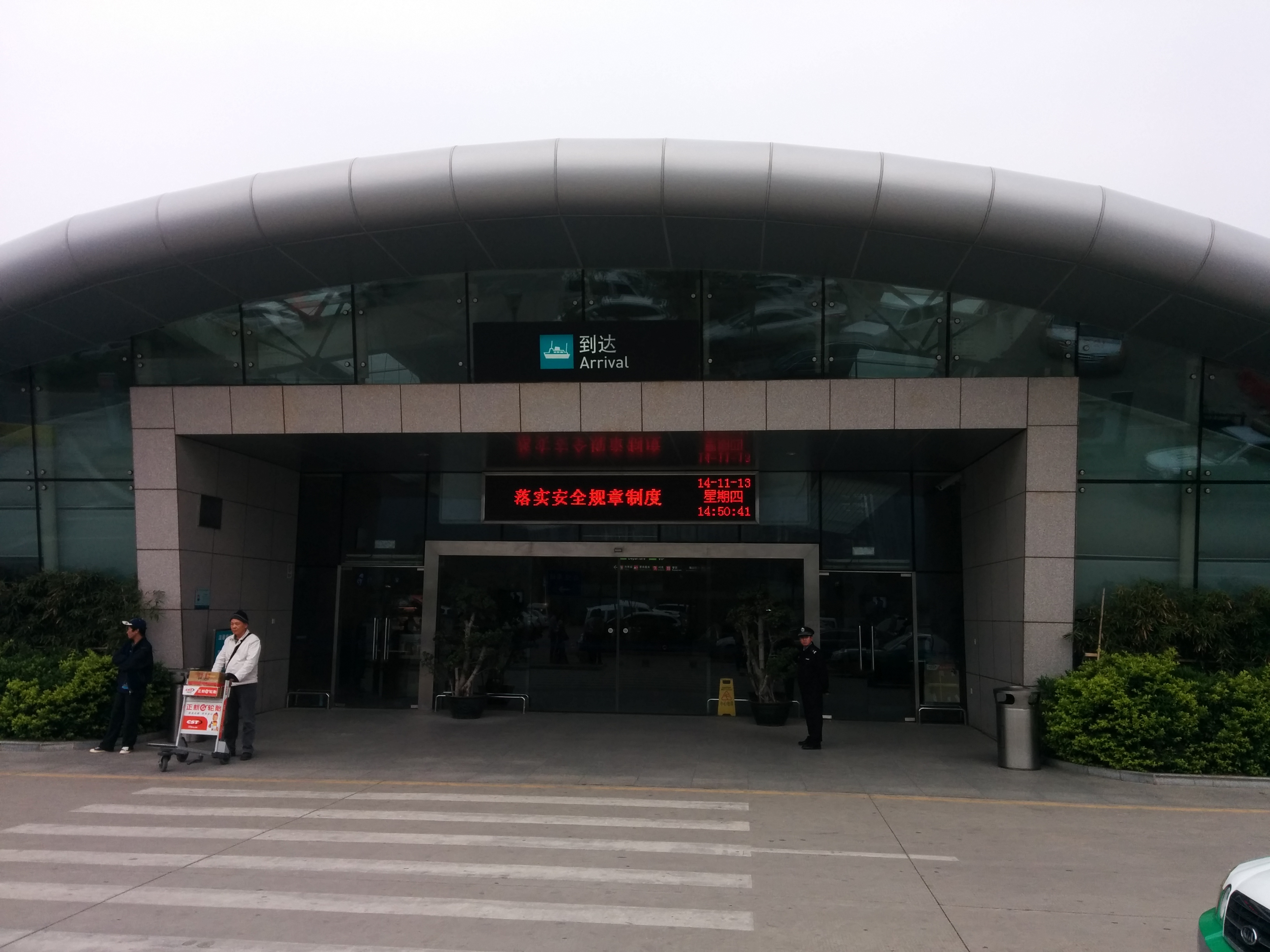
2012年完工的二期候船楼

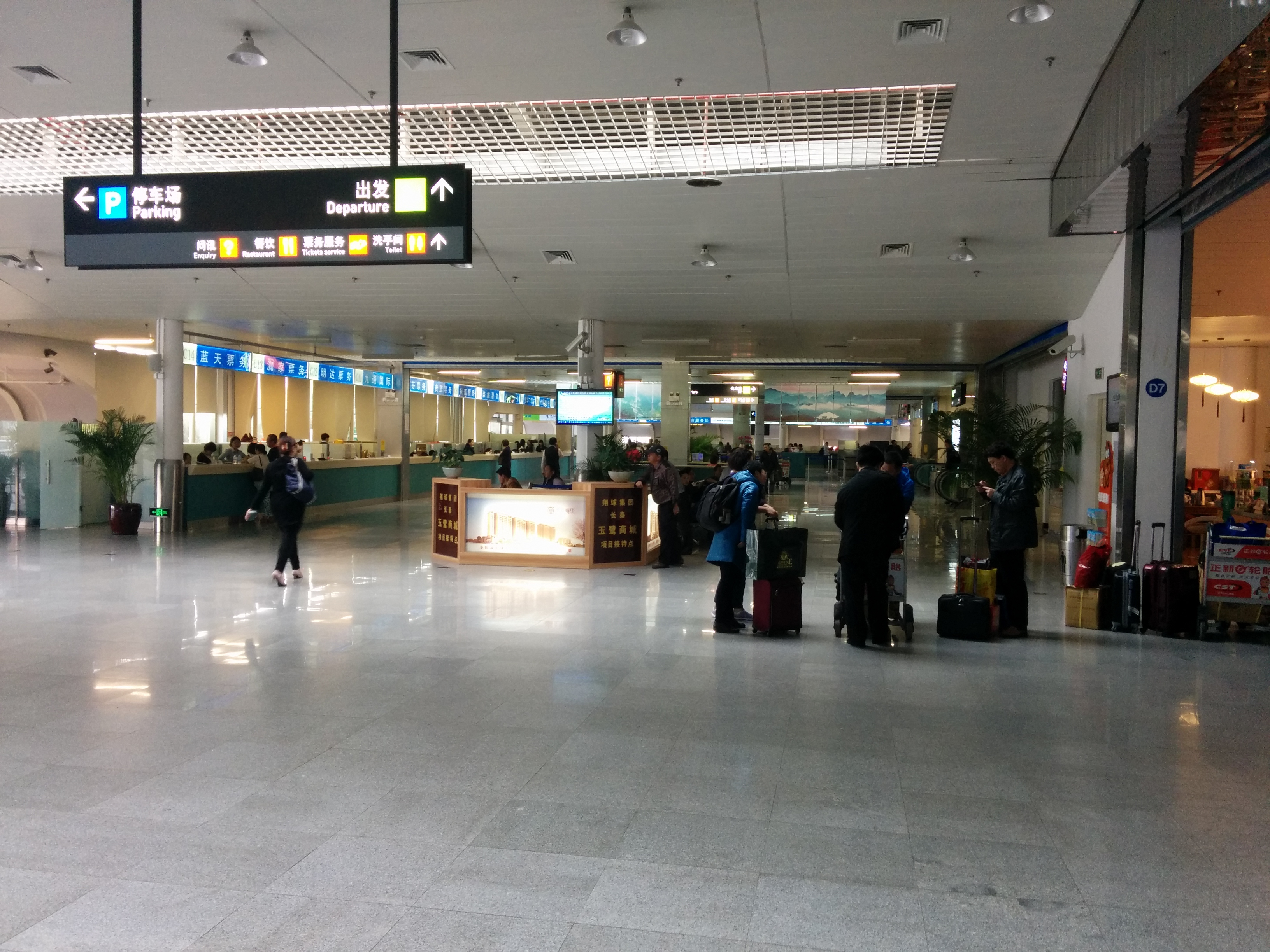
二期候船楼内部

2010年底，五通码头启动二期扩建，候船楼由原来的7000平方米扩大至1.7万余平方米，于2012年底完工，客流量至每年100万人次。
2014年4月25日，为提升厦金客运航线整体服务品质，縮短两岸人士往來廈金兩門時間，厦金航线船班全部改為五通码头始发，厦门国际邮轮中心（东渡码头）不再有厦金船班运行。

### 三期工程
由于二期的候船楼仍然无法满足乘客需求，因此五通码头决定启动三期工程。2013年10月，厦门市规划局批复五通码头三期工程的规划方案。根据媒体报道，五通码头已于2015年启动三期建设。根据规划，五通码头三期总用地面积为7.14万平方米，包括总建筑面积10万多平方米的候船楼一座，共五层，建筑高度23.7米；水工方面包含客运码头及岸壁改造两部分，在原有两个5000吨级杂货泊位的岸壁结构上进行改造，改造成6个客运泊位，每2个泊位可兼顾停靠1艘客船，并新建钢趸船3艘，同时对东侧210m长度范围内的护岸进行改造。
2019年6月3日早晨8时，随着一艘“新五缘”号客轮驶出五通码头，五通码头三期候船楼正式启用，原候船楼同时停用，所有登船的旅客需由三期候船楼登船。原二期候船楼改建为厦门市公安局赴金旅游办证中心。
2020年2月7日，因应新冠肺炎疫情日益嚴重，陸委會宣布自2月10日起暫停小三通客船服务，五通码头暂停运营。停航近三年后，2023年1月7日，五通码头恢复运营，1月7日至2月6日仅限金马地区民众和金马地区的大陆配偶乘坐。

## 结构
五通码头三期候船楼位于二期候船楼东侧约200米，总建筑面积超过10万平方米，是原候船楼的6倍。根据规划图，候船楼地下室为车库、设备房、仓库等，战时为人员隐蔽所、防空专业队员及防空设备隐蔽所、医疗救护站等；一层主要功能为旅客出发大厅、到达旅客行李提取大厅、入境海关检查大厅、入境旅客接送大厅及相关联检办公用房，并配套相关商业服务；二层主要功能为旅客出境等候厅、出境检验检疫及海关检查与边防检查等联检大厅、出境候船大厅、入境旅客检验检疫及边防检查等联检大厅、联检单位办公用房，并配套相关商业服务；三层则为配套商业服务。
五通码头购票、值船、检票到登船出港实行自助通关，设有自助票务终端、自助值船/機與證件和人臉識別系统。其中自助票务终端兼具航班预订及自助购票等功能，旅客可通过微信支付、支付宝、云闪付支付票款。对于事先通过电话订位或在“i海台”平台购票的旅客，也可在自助机继续办理后续的支付和登船手续。此外，自助票务终端支持团队批量操作，领队扫描其证件即可为全团旅客批量预订航班、购买保险。自助票务终端可采集并核验身份证、大通证、台胞证、护照等多种证件信息，并根据出生日期、地址等信息判断敬老票、儿童票、婴儿票、厦门籍票、金门籍票等优惠票种，同时提供“短信提醒”功能。而候补取号则由人工登记、发放号码券改为通过自助机进行。旅客在检票时，仅需在闸机前扫描证件，验证通过后自动放行；而在登船时，旅客仅需站在闸机前，通过人脸识别后自动开闸即可登船，提升了通關效率，每次开闸通行的时间约为3秒左右。根据返乡旅客特点，五通码头还推出闽南语服务、“合家欢通道”、“绿色生命救助通道”等精细化服务。该码头的三期岸线长约356米，客运泊位共有6个。
该码头还设有“海陆空联运”服务，旅客在五通码头到达厅的服务柜台，可以直接订购国内、国际各大航空公司的机票，在前往厦门高崎国际机场前取票。已提前购买机票的旅客，在下船通过联检后，可直接在码头海空联运专用柜台换取登机牌和办理行李安检托运手续。另外，台湾各家航空公司均推出“小三通”电子套票，旅客在五通码头乘船到达金门水头码头后，可直接在金门机场转机飞往台北、高雄、台中、台南、嘉义五个城市。
候船楼内设有商店，位于口岸隔离区内。此外，码头还设立了免税商品提货点，境外旅客可在市内的中华城免税店购买免税商品，实行“店内买单，口岸提货”模式。
由于码头管理方与厦门机场共属一个集团，因此五通码头还学习了机场的管理经验，大厅内的指示牌也具有机场风格。而新投入运营的三期候船楼更加注重节能环保，其中楼宇设备自控系统覆盖候船楼的照明、空调系统，确保设备处于高效、节能、合理的运行状态，并提供免费WiFi服务。

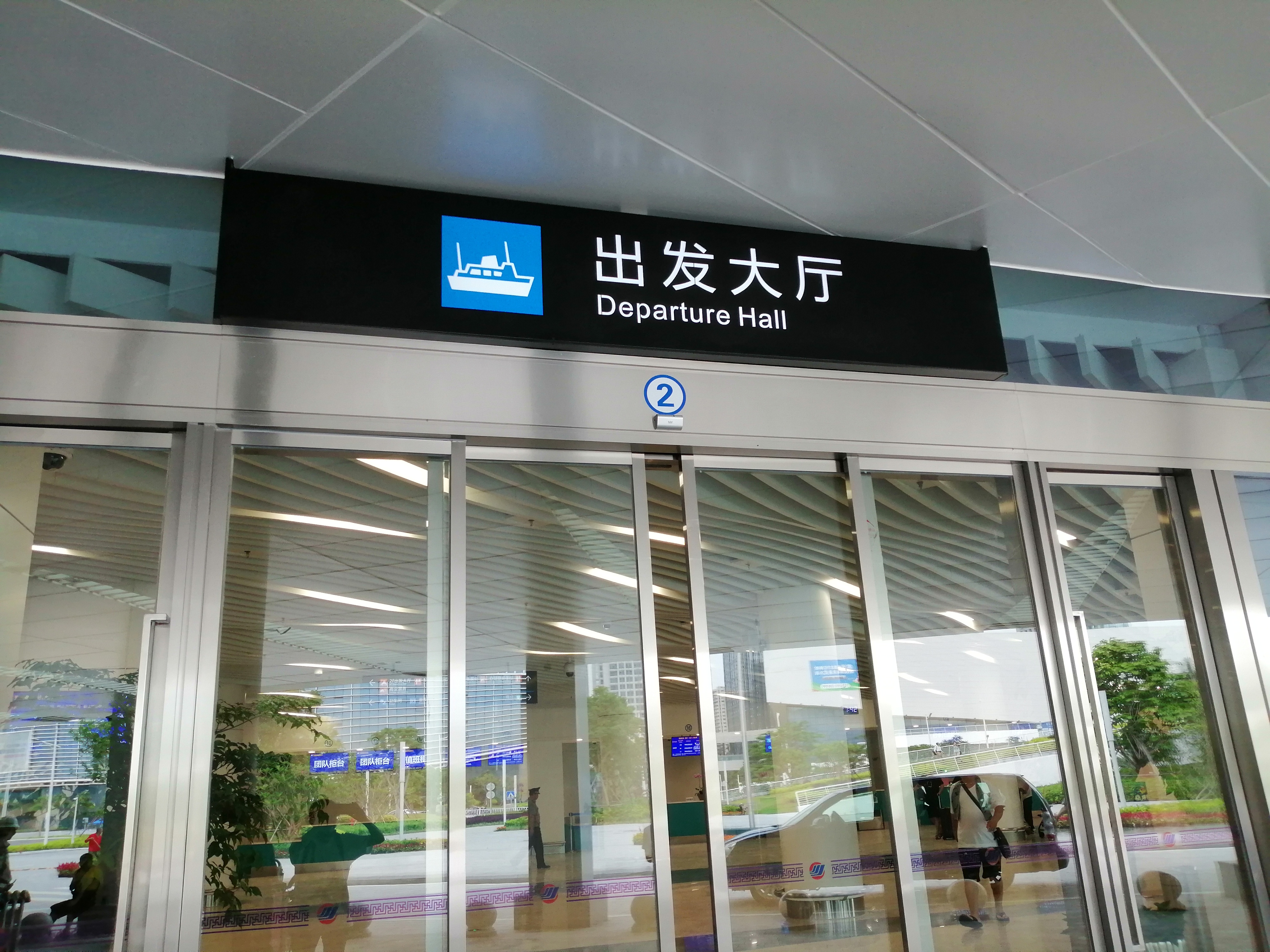
三期候船楼出发大厅大门
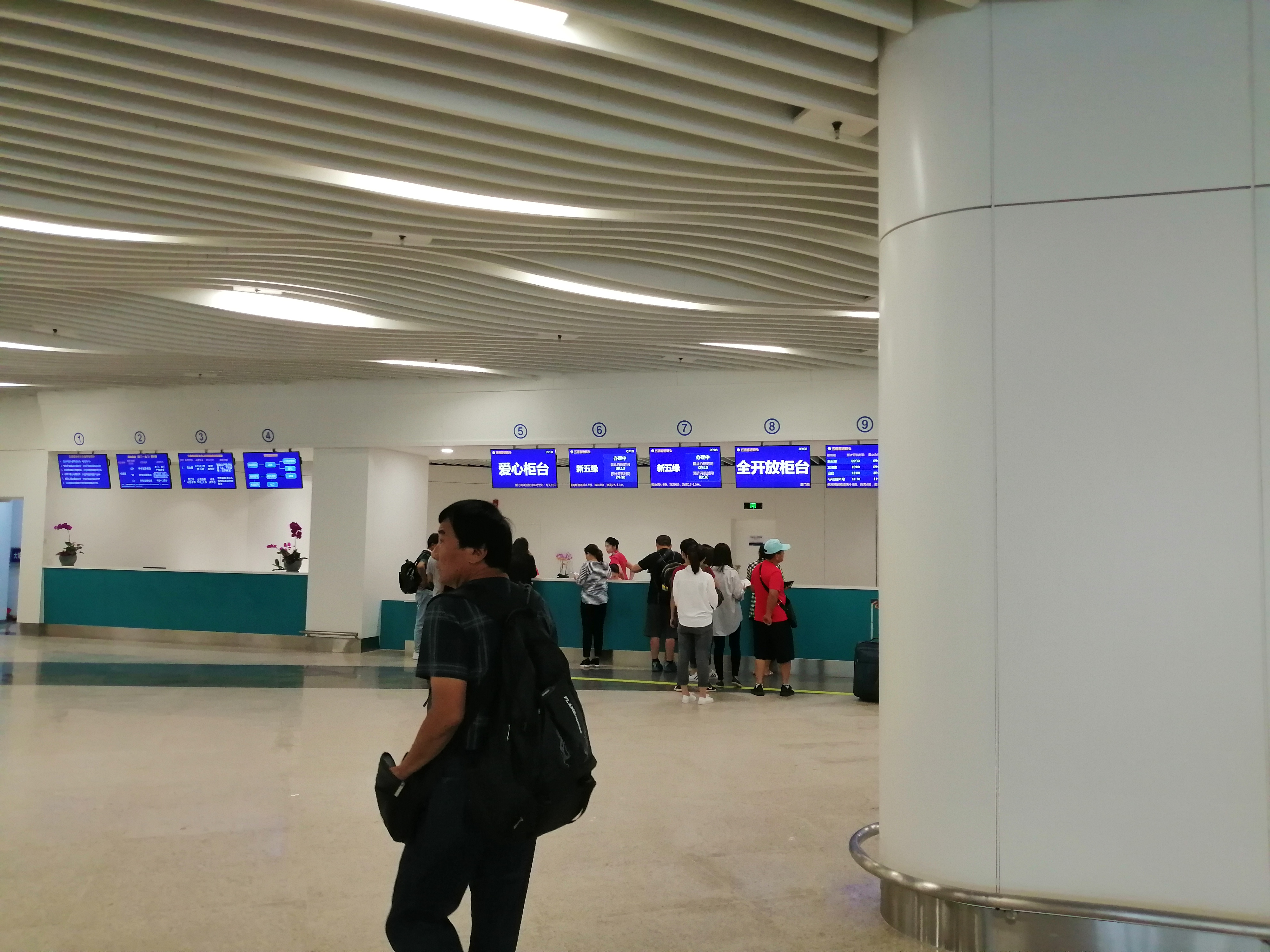
三期候船楼值船柜台
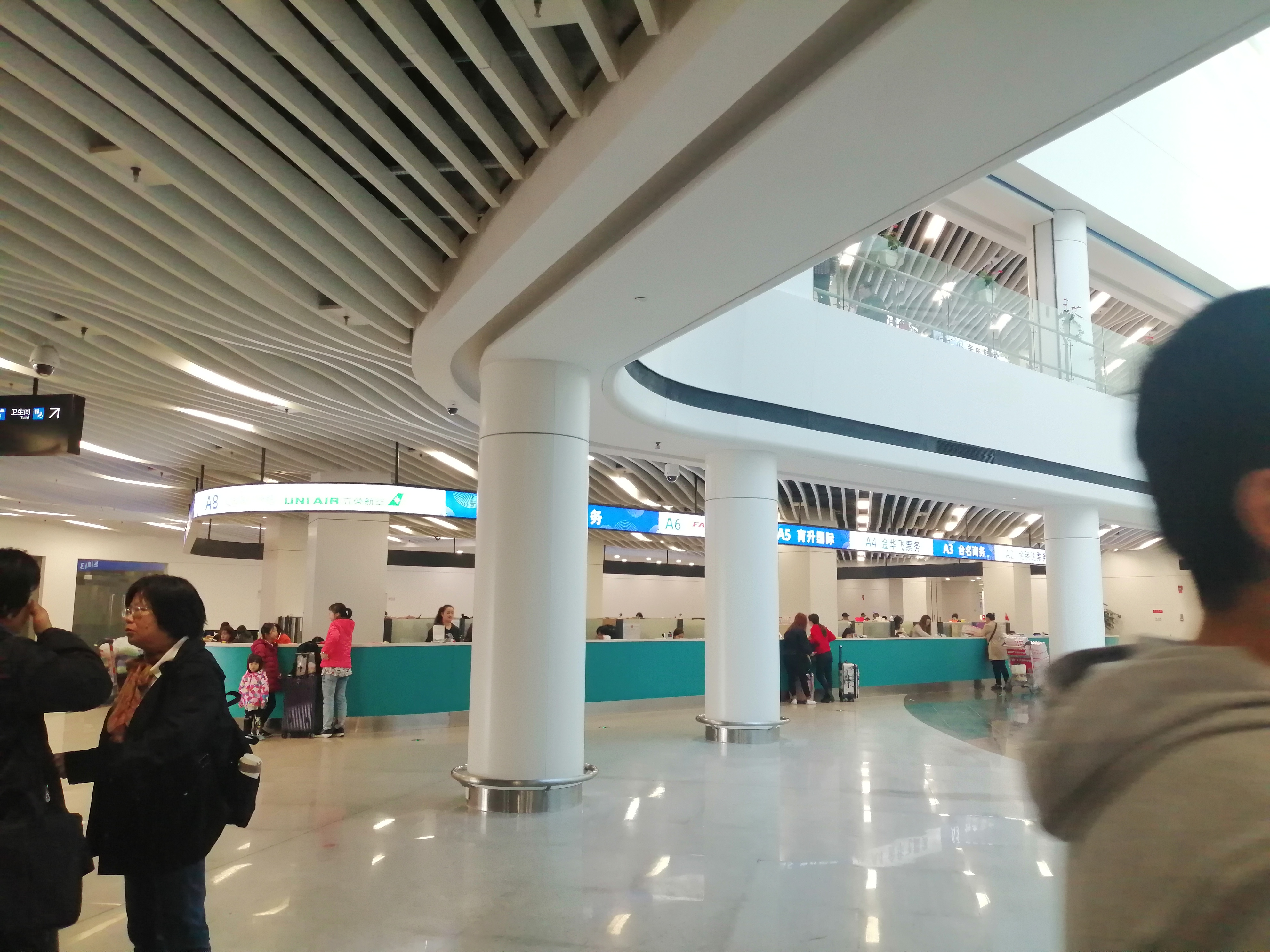
三期候船楼航空服务柜台
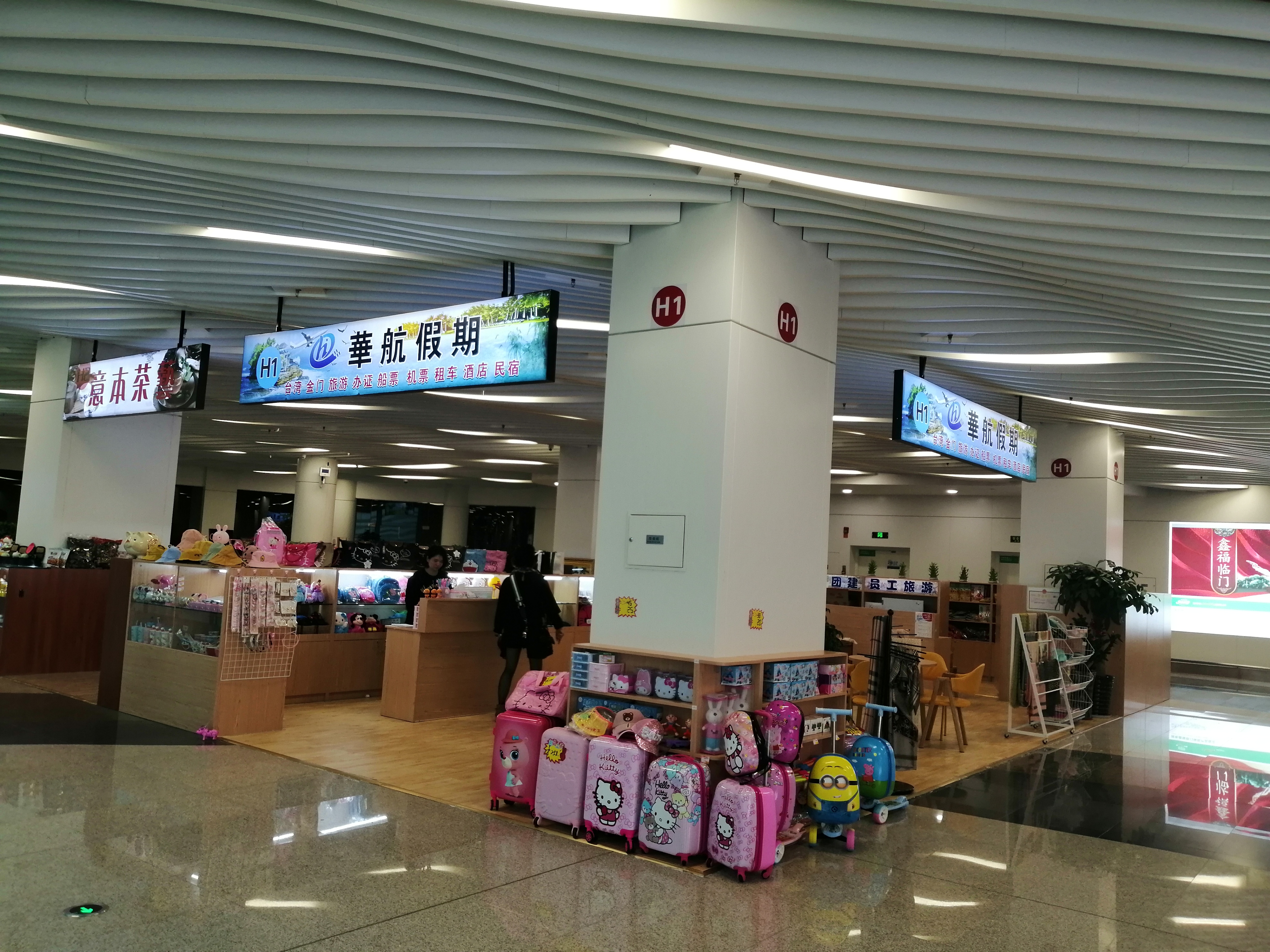
二楼出发层的商店
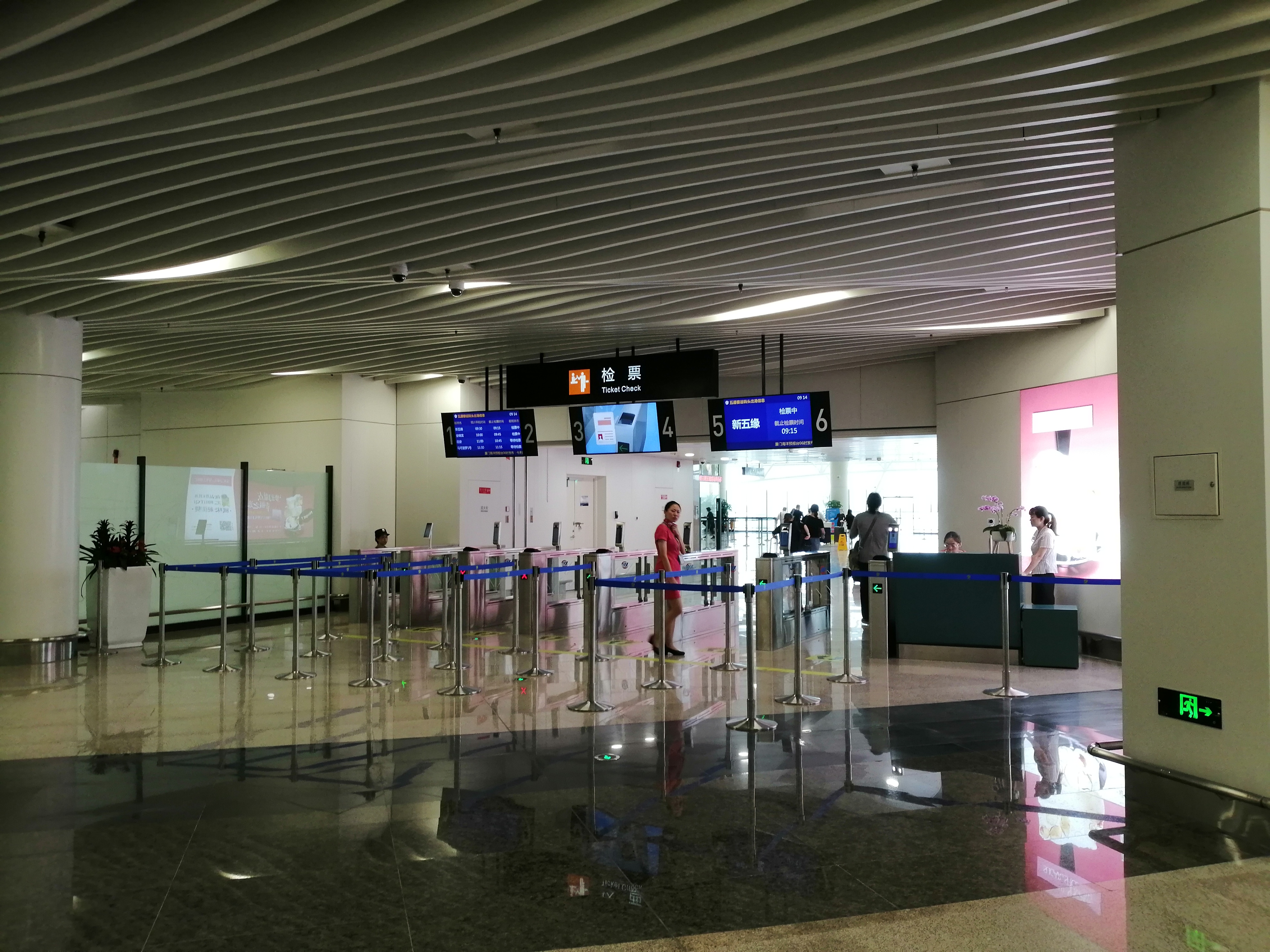
三期候船楼检票口
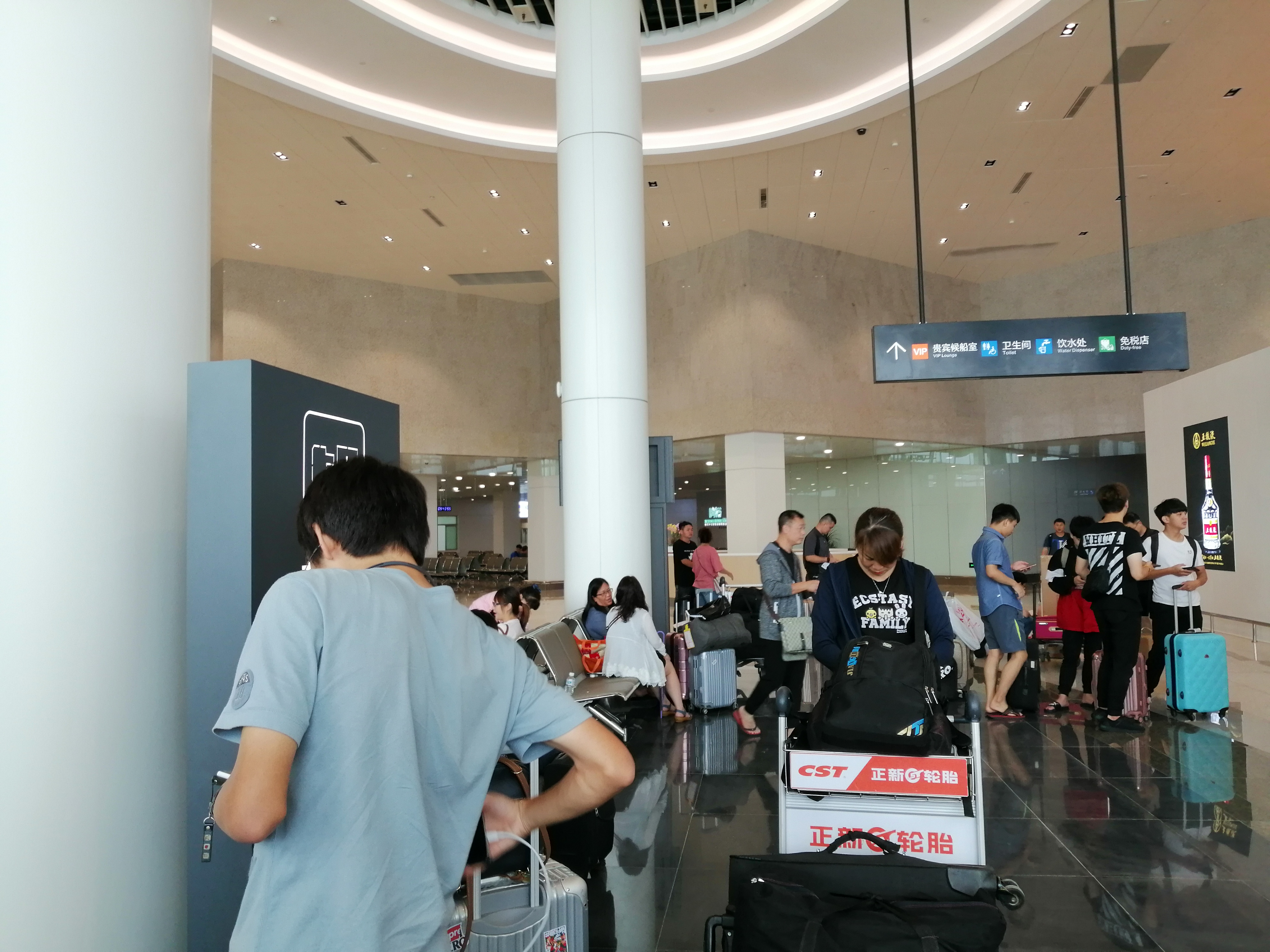
三期候船楼内的候船区
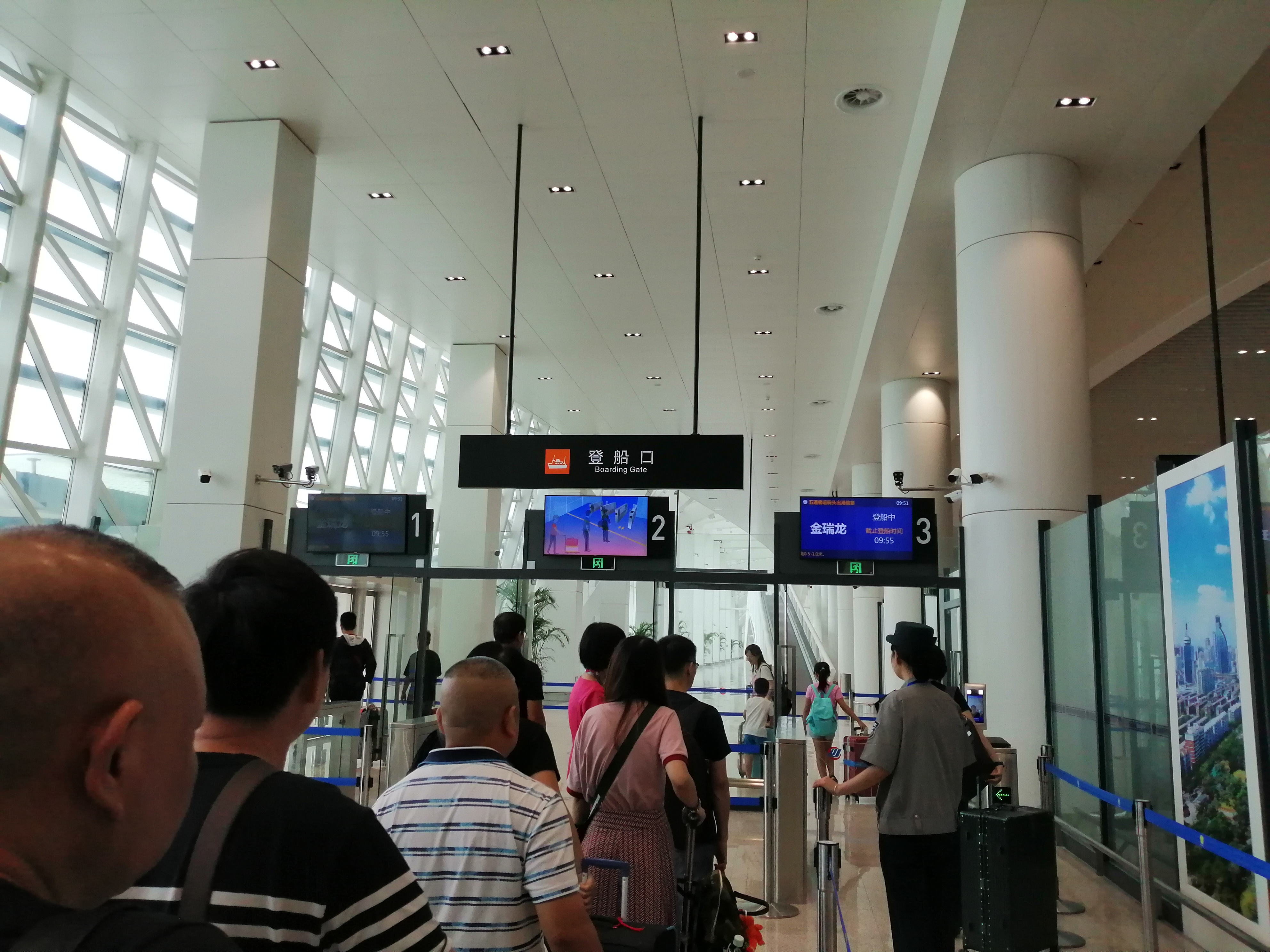
三期候船楼内的登船口

### 出入境管理
五通码头的出入境联检大厅的出入境管理具体工作由厦门海关、厦门边检总站高崎边检站负责。2019年，为进一步优化通关环境、提升通关速度，厦门边检总站在五通码头新增18条配置有新型智能验证台的出入境人工查验通道和22条出入境快捷通道。
码头早期实行“逐班通关”模式，即每班船的所有旅客通完关后，才允许下班船的旅客开始通关。由于此种通关模式经常导致另一艘的旅客在船上苦等，因此码头改为“船到人上、连续通关”的模式。而码头的海关部门实行“关检联合查验”模式，即关检双方在旅客携带物品查验过程实现“同机同台、联合查验、直通放行”，实行无纸化申报和电子检疫及“五位一体”人性化无干扰的查验模式。
2015年6月1日起，五通码头口岸实施外国人落地签证政策。

## 使用情况

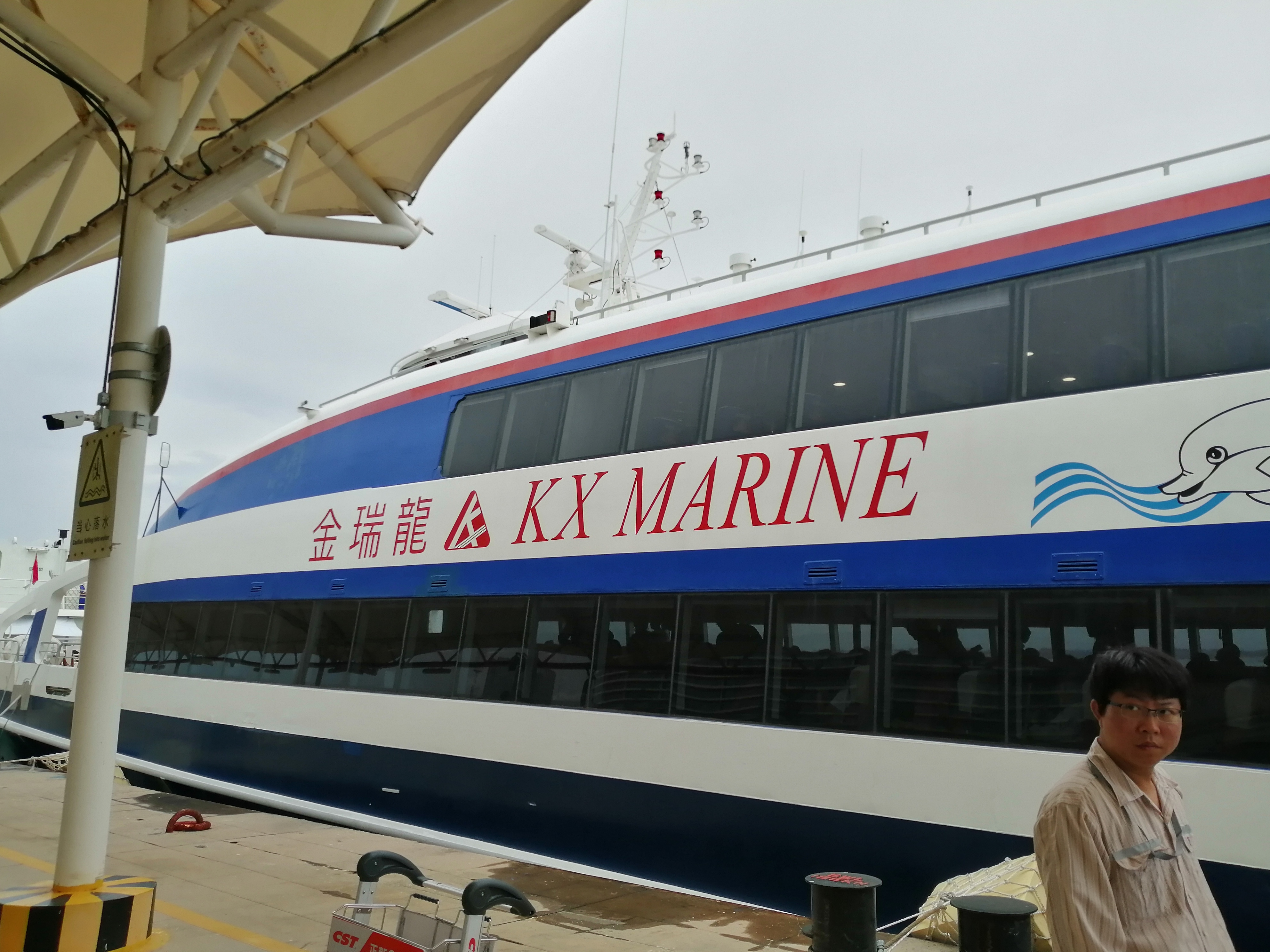
金瑞龍號客轮在五通码头准备发船

五通码头现为厦金航线唯一的始发码头。码头开通初期，每天仅有2对航班，共有8条客轮参与运营；目前码头平日船班达18对，周末船班达20对，参与运营的船舶共10艘（厦、金各5艘）。从五通码头至金门水头码头的距离为9.7海里，乘船需时25分钟。
该码头在2018年时的客流量为174.52万人次，每月的客流量约为15万人次，总验放船次13018班，客流量占福建省对台海上客运航线客流量的90%。从客源结构变化来看，台湾籍旅客数量基本持平，年均100万人次；而中国大陆籍旅客数量占比从2009年的11.96%增长至2018年的38.97%。新候船楼启用后，年旅客吞吐量可达500万人次。

## 接驳交通

### 地鐵
- 厦门轨道交通2号线 湿地公园站

### 公交
五通码头的公交首末站于2014年4月启用，面积2200平方米，配套6路和82路两条线路，每日总班次400个。

### 机场接驳巴士
五通码头到达厅门口设有往返高崎机场的穿梭巴士，每天10班，票价为人民币6元人次。

### 停车场
五通码头新候船楼配备521个车位，其中496个小型车辆停车位位于地下一层，25个大型车辆停车位位于地面。停车场设有无人收费系统，旅客可关注“五通客运码头”微信公众号后，可选择微信支付、支付宝支付停车费。